# Kirghizistan aux Jeux olympiques d'été de 2016
Le Kirghizistan participe aux Jeux olympiques d'été de 2016 à Rio de Janeiro, au Brésil. Il s'agit de sa 6e participation aux Jeux olympiques d'été.

## Athlétisme
| Épreuves      | Athlètes            | Résultats             |
| ------------- | ------------------- | --------------------- |
| Hommes        |                     |                       |
| Marathon      | Ilya Tiapkin        | 2 h 23 min 19 s (86e) |
| Femmes        |                     |                       |
| 10 000 mètres | Darya Maslova       | 31 min 36 s 90        |
| Marathon      | Iuliia Andreeva     | 2 h 40 min 34         |
| Marathon      | Viktoriia Poliudina | 2 h 41 min 37         |
| Marathon      | Mariya Korobitskaya | 2 h 47 min 53         |

## Haltérophilie

### Hommes
| Épreuves | Athlètes      | Résultats |
| -------- | ------------- | --------- |
| -69 kg   | Izzat Artykov |           |

## Judo
| Athlète | Compétition           | 1/16 de finale      | 1/8 de finale       | Quarts de finale    | Demi-finales        | Repêchage 1         | Repêchage 2         | Finale              | Finale |
| Athlète | Compétition           | Adversaire Résultat | Adversaire Résultat | Adversaire Résultat | Adversaire Résultat | Adversaire Résultat | Adversaire Résultat | Adversaire Résultat | Rang   |
| ------- | --------------------- | ------------------- | ------------------- | ------------------- | ------------------- | ------------------- | ------------------- | ------------------- | ------ |
|         | Moins de 90 kg hommes |                     |                     |                     |                     |                     |                     |                     |        |
|         | Plus de 100 kg hommes |                     |                     |                     |                     |                     |                     |                     |        |

## Lutte
| Épreuves                   | Athlètes | Résultats |
| -------------------------- | -------- | --------- |
| Lutte gréco-romaine hommes |          |           |
| - de 55 kg                 |          |           |
| - de 74 kg                 |          |           |
| Lutte libre hommes         |          |           |
| - de 96 kg                 |          |           |
| Lutte libre femmes         |          |           |
| - de 63 kg                 |          |           |

## Natation
| Épreuves | Athlètes | Résultats |
| -------- | -------- | --------- |
| Femmes   |          |           |
|          |          |           |
| Hommes   |          |           |
|          |          |           |

## Мédaille
L'haltérophile Izzat Artykov remporte initialement une médaille de bronze en -69 kg, mais sa médaille lui est ensuite retirée après un contrôle positif à la strychnine.
| Sport                   | Discipline | Athlète(s) | Performance | Date |
| Médailles de bronze : 1 |            |            |             |      |
|                         |            |            |             |      |

| Sport |   |   |   | Total |
|       |   |   |   |       |
| Total | 0 | 0 | 1 | 1     |

| Jour    |   |   |   | Total |
| 6 août  | 0 | 0 | 0 |       |
| 7 août  | 0 | 0 | 0 |       |
| 8 août  | 0 | 0 | 0 |       |
| 9 août  | 0 | 0 | 1 |       |
| 10 août | 0 | 0 | 0 |       |